# وزن تروا

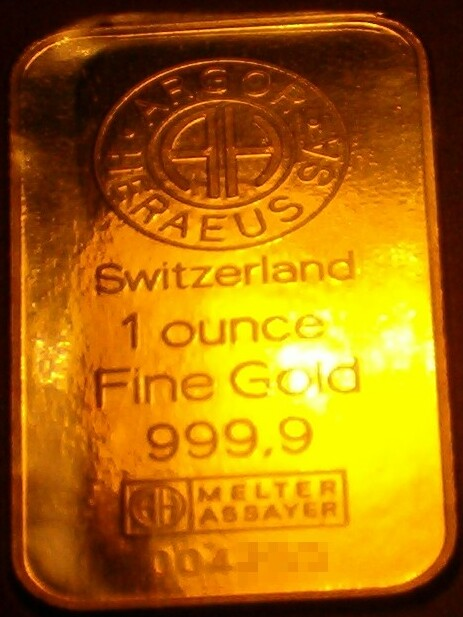
اونس تروا یکای سنتی وزن طلا است.

وزن تروا سیستم یکای جرم است که برای اندازه‌گیری فلزها و سنگ‌های گران‌بها به کار می‌رود. در این سیستم هر پوند تروا شامل ۱۲ اونس تروا می‌شود. در صورتی که در واحد رایجتر سیستم آوواردوپوآ هر پوند شامل ۱۶ اونس است. هر اونس تروا شامل ۴۸۰ گندم است، ولی هر انس آوواردوپوآ شامل ½۴۷۳ گندم است. در هر دو سیستم طبق توافق‌نامهٔ یارد و پوند بین‌المللی در سال ۱۹۵۹ گندم دارای تعریفی یکسان بوده و دقیقاً معادل ۰/۰۶۴۷۹۸۹۱ گرم است. اونس تروا امروزه فقط برای وزن کردن طلا، نقره و سنگ‌های گرانبها به‌کار می‌رود و در موارد دیگر کاربردی ندارد.